# بروس کسلر
بروس کسلر (انگلیسی: Bruce Kessler؛ ۲۳ مارس ۱۹۳۶ – ۴ آوریل ۲۰۲۴) اتومبیل‌ران فرمول ۱ و کارگردان اهل ایالات متحده آمریکا بود. وی بین سال‌های ۱۹۶۲ تا ۱۹۹۷ میلادی فعالیت می‌کرد.
از فیلم‌ها یا مجموعه های تلویزیونی‌ای که وی در آنها نقش داشته‌است، می‌توان به کارآگاه راکفورد، مانکیز، دکتر مارکوس ولبی و راهبه پرنده اشاره کرد.